# 조목희
조목희(趙睦煕, 1993년 11월 15일~)는 대한민국의 유도 선수이다.